# DVD-D
DVD-D je typem DVD, který je navržen pro použití po dobu 48 hodin od otevření obalu s nosičem. Po této době se stane disk, vlivem chemické reakce, která se spustí po požadované době, nečitelným. Samotné médium neobsahuje žádné ochrany proti kopírování.